# Brevets parachutistes militaires français
Pour les articles homonymes, voir Brevet parachutiste.
Le Brevet parachutiste militaire est une qualification militaire française qui fut interarmées sanctionnant une formation et autorisant certains types de sauts en parachute en fonction du brevet.
Les brevets parachutistes sont au nombre de huit dans l'armée française :
- Brevet de préparation militaire parachutiste (BPMP) ;
- Brevet d'initiation parachutiste militaire (BIPM) ;
- Brevet de parachutiste militaire (BPM) ;
- Brevet de cadre des troupes aéroportées (BCTAP) ;
- Brevet de moniteur parachutiste (BMP) ;
- Brevet de chuteur opérationnel (BCO) ;
- Brevet de pilote tandem (BPT) ;
- Brevet d'instructeur au saut en ouverture commandée retardée (INSOCR).

## Brevet de préparation militaire parachutiste (BPMP)

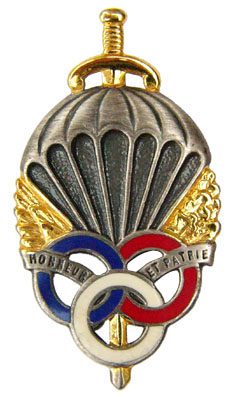

Lors de la période de conscription, la préparation militaire parachutiste (PMP) permettait aux jeunes gens qui l'effectuaient de :
- marquer leur volonté de servir dans les troupes aéroportées au cours de leur service national ;
- porter un insigne métallique particulier représentant leur qualification ;
- surseoir d'une année à leur incorporation sous les drapeaux ;
- percevoir la solde à l'air dès leur incorporation pendant la période des classes ;
- donner une priorité sur le choix de leur affection.

La PMP consistait en 2 semaines de formation dans un centre d'instruction pré-militaire parachutiste (CIPM) durant lesquelles l'élève effectuait 4 sauts durant la deuxième semaine.
Depuis la fin de la conscription, la délivrance du brevet de préparation militaire a connu plusieurs formes. Jusqu'en 2007, le brevet de préparation militaire parachutiste était accessibles aux personnes âgées de 16 à 29 ans désireuses de s'engager dans un régiment TAP. Il était délivré à l'issue de 2 semaines de formation (la première consacrée à l'instruction militaire dans l'un des régiments parachutistes de l'Armée de terre, la seconde à l'instruction parachutiste à l'École des troupes aéroportées) durant lesquelles l'élève effectuait de 3 à 4 sauts. Le titulaire d'un BPMP engagé dans un régiment TAP recevait une indemnité pour services aériens réduite de moitié (appelée « solde à l'air ») dans l'attente de passer le BPM. Le BPM pouvait alors être obtenu par complément des sauts manquants (sauts à ouverture automatique et sauts techniques).
L'insigne est homologué sous le numéro H 597, ce qui en fait un brevet militaire réglementé et autorisé de port sur les tenues de cérémonie (contrairement à certaines croyances qui considèrent le BPMP comme un insigne civil).
441 937 brevets ont été délivrés depuis la création de cette qualification.

## Brevet d'initiation au parachutisme militaire (BIPM)
Pour les articles homonymes, voir BIPM.
Créé en 1980 et ouvert au personnel militaire, sous-officiers et officiers, des formations non-TAP, le BIPM était obtenu à l'issue de quatre sauts. Plus de 10 000 brevets ont été ainsi délivrés, jusqu'en octobre 1994, date à laquelle il a été supprimé, mais toujours autorisé de port sur les tenues de cérémonie. À noter que le port de cet insigne est autorisé pour les personnes titulaires du BPMP et qui avaient effectué des périodes comme « aide moniteur »  (élèves ayant déjà effectué une période au CIPM et brevetés, ayant l'aptitude du petit encadrement) avant d'être incorporées.

Le BIPM est toujours délivré dans l'Armée de l'air. Les élèves officiers de carrière de l'Armée de l'air (recrutement direct « école de l'air » et « école militaire de l'air »), quelle que soit leur spécialité et sous réserve d'aptitude physique, ainsi que les fusiller-commandos de l'air, peuvent obtenir le brevet d'initiation.

## Brevet de parachutiste militaire (BPM)
Créé le 1er juin 1946, le brevet de parachutiste militaire ou BPM dure 2 semaines.
La première semaine est consacrée à l'instruction au sol menée par des moniteurs à l'École des troupes aéroportées de Pau.
Au cours de la deuxième semaine, six sauts à ouverture automatique, dits « SOA », sont effectués de jour à une hauteur de 400m, excepté pour le dernier saut qui est effectué à 300m :
- 2 sauts sans équipements, avec au maximum 4m/s de vent et une sortie "en position" pour le premier, et 6m/s de vent et une sortie "au numéro" pour le second. Les conditions de vent et de sortie du second s'appliquent pour tous les suivants.
- 2 sauts avec musette, le premier sans arme et le second avec
- 2 sauts techniques :
  - 1 saut avec gaine et arme assujettie
  - 1 saut avec gaine et arme assujettie, celui-ci à 300m (saut dit "opérationnel")

Cependant, sur décision du commandement, il est possible d'être breveté avec seulement 5 sauts, dont un technique.
Les titulaires d'un brevet prémilitaire n’effectuaient que 3 sauts complémentaires de leur brevet PMP, 1 de nuit, 1 avec gaine d'armement et 1 avec ouverture du ventral, soit un total de 7 sauts pour leur brevet parachutiste militaire.

Depuis sa création, plus de 709 050 parachutistes ont été brevetés à l'École des troupes aéroportées de Pau.

## Brevet de cadre des troupes aéroportées

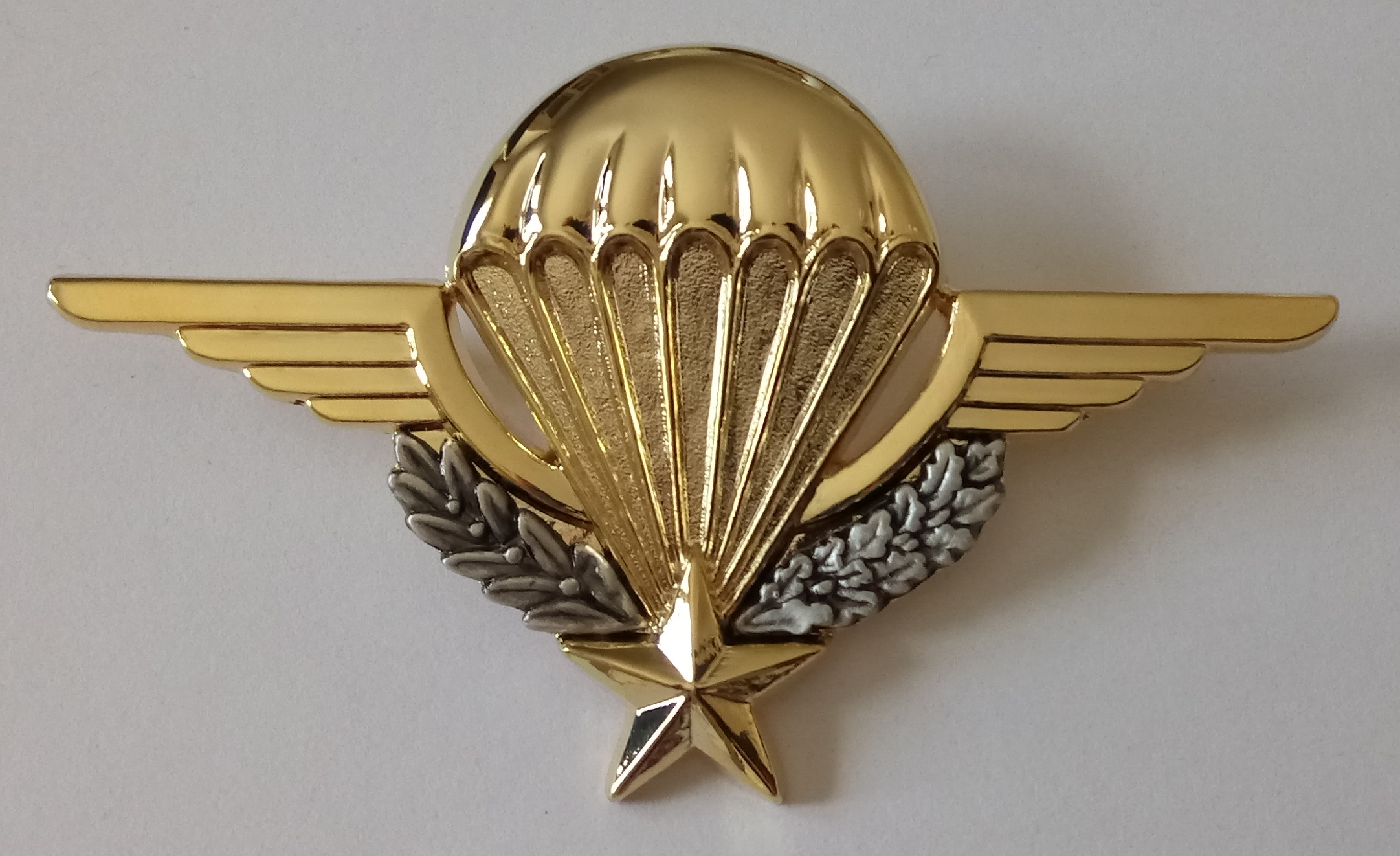
Brevet de cadre des TAP.

Lancé en 2016, ce projet visant à matérialiser visuellement la qualification des chefs de groupe et de section TAP (anciennement 55210 A et B) a abouti le 18 mai 2017 par l'homologation de cet insigne de spécialité,.
L'Union nationale des parachutistes en fait état sur son site .
Homologué sous le numéro GS 328, sa description héraldique est la suivante : « parachute d'or retenant par huit suspentes une étoile de même, brochant sur un vol d'or aussi, lui-même soutenu par deux rameaux d'argent;un de lauriers, à dextre, et un autre de chêne, à senestre ».
L'école des troupes aéroportées a formalisé le droit de port de ce brevet par note express en juillet 2017 pour tout cadre détenteur de cette formation (de 4 à 5 semaines) depuis sa création. Suivant le degré du stage obtenu (chef de groupe ou de section), le sous-officier détenteur de cette qualification peut être notamment chef de transport, chef de groupe de saut et marqueur de zone de mise à terre (ainsi que directeur de séance pour les officiers). Les détenteurs de la qualification de commandant d'unité TAP (obligatoirement chefs de section) sont également en droit de porter cet insigne.

## Brevet de moniteur parachutiste (BMP)

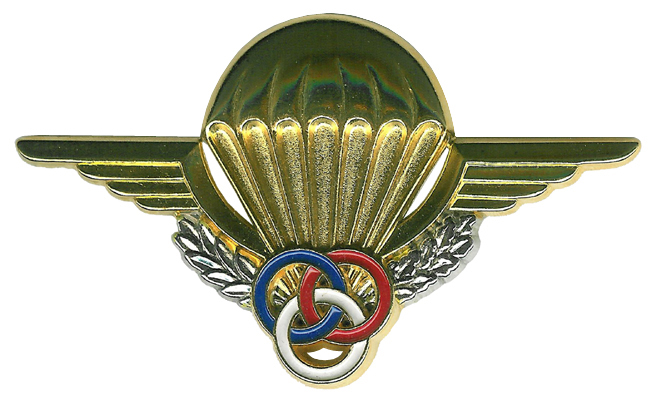
Moniteur parachutiste.

Créé en octobre 1946 dans la logique de la création du brevet de parachutisme militaire (BP), le brevet de moniteur parachutiste est passé par des sous-officiers en service dans les troupes aéroportées depuis plusieurs années.
Il est le gage d'une certaine expertise dans le domaine et permet à ses titulaires :
- d'enseigner les techniques de base aux jeunes parachutistes ;
- de diriger les séances de saut en tant que chef d'avion ;
- d'être un expert des TAP au sein de son unité ;
- d'être « largueur » après une période d'adaptation propre à chaque aéronef ;
- d'effectuer des sauts à ouverture commandées retardées.

Son « équivalent » pour le corps des officiers est la qualification « OSTA » pour officier spécialiste des techniques aéroportées.
Depuis sa création plus de 4 605 moniteurs ont été formés à l'ETAP.

## Brevet de chuteur opérationnel (BCO)

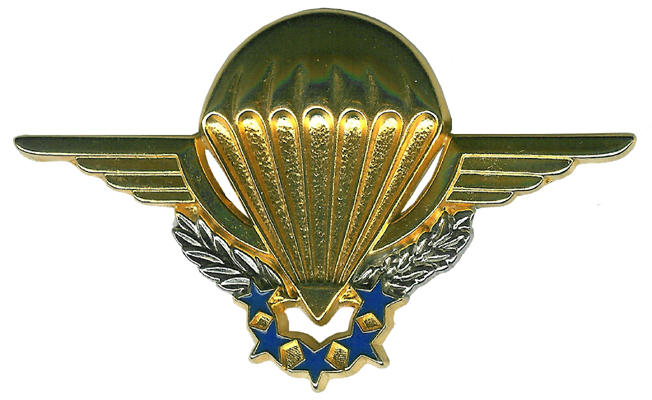
Chuteur opérationnel.

Créé en 1965, ce brevet permet aux parachutistes qualifiés de faire des sauts à des altitudes comprises entre 1 200 et 3 500  à   6 500 mètres. De jour comme de nuit. Ces sauts sont dits à « ouverture commandée retardée » (SOCR), puisque le déclenchement de l'ouverture du parachute est fait à l'initiative du parachutiste après une phase plus ou moins longue de chute. S'ensuit une phase d'infiltration sous voile derrière les lignes ennemies.
Il existe un dérivé de ce brevet, le brevet de « parachutiste spécialisé », délivré par le CASV, au profit des unités d'intervention (CPA) de l'armée de l'Air. L'insigne est légèrement différent.
4000 « chuteurs » opérationnels environ ont été formés jusqu'à présent.

## Brevet d'instructeur parachutiste (SOCR)

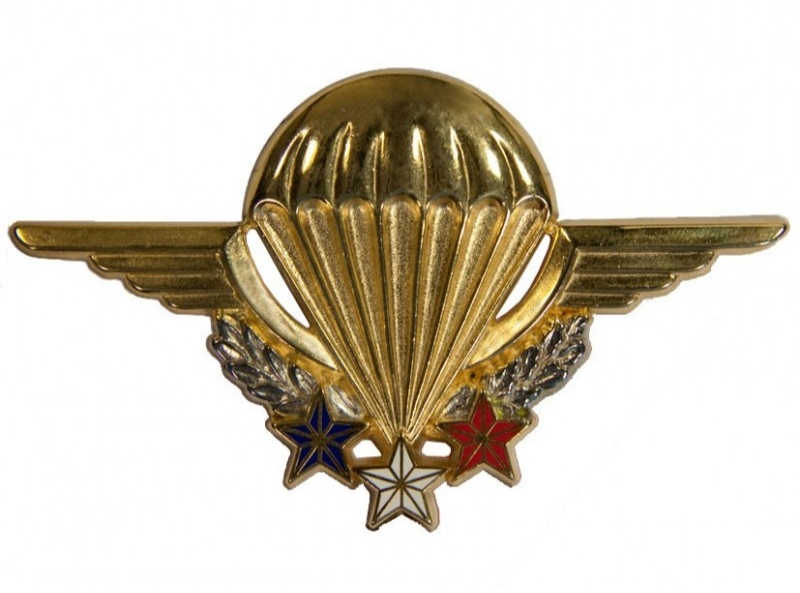
Instructeur parachutiste.

Le sigle SOCR signifie : saut à ouverture commandée retardée.

Ce brevet, uniquement délivré par l'école des troupes aéroportées (ETAP), permet aux officiers ou sous-officiers titulaires de former les « chuteurs » militaires ainsi que les moniteurs parachutistes. Créé en 1974, ce stage a permis de former 433 instructeurs dans toute l'Armée française.